# Stephanie Cayo
Stephanie Cristina Cayo Sanguinetti (Lima, 8 d'abril de 1988) més coneguda com a Stephanie Cayo és una actriu, cantant, model i ballarina peruana d'ascendència italiana, resident entre Los Angeles i Lima. Es va fer coneguda en participar com a protagonista en la telenovel·la juvenil Besos robados. És coneguda a Colòmbia per participar en produccions com La marca del deseo, Doña Bella, El secretario i La Hipocondríaca.

## Primers anys
Stephanie Cayo és filla de Mario Alberto Cayo Quintana i Ana Cecilia Sanguinetti Bernales. Va estudiar en Lima en el Col·legi Fap José Quiñones de La Molina. És germana de Fiorella Cayo, Bàrbara Cayo i Mario "Macs" Cayo.
Des de nena va realitzar les seves primeres aparicions en espots publicitaris de televisió. Als 10 anys d'edat, va debutar com a actriu a la telenovel·la Travesuras del corazón.

## Carrera
Entre les seves següents participants en televisió —posterior a Travesuras del corazón— destaquen les telenovel·les María Emilia, querida i Estrellita. Cayo va tornar a la televisió el 2004, per protagonitzar Besos robados, telenovel·la juvenil amb la qual va guanyar fama internacional. El 2005 va prestar la seva veu per la pel·lícula animada Piratas en el Callao.
Als 17 anys, Cayo va estudiar actuació a TVI Actors Studio de Nova York i després ball al Broadway Dance Center. Al seu retorn, va rebre propostes per a actuar en produccions colombianes, concretant-se la seva participació en la telenovel·la colombiano-estatunidenca La marca del deseo, amb Juan Alfonso Baptista.
Cayo va gravar un episodi per la sèrie de FOX Tiempo Final. El 2010 va participar com a antagonista a Doña Bella de RCN Televisión i Telefutura.
El 2011 va protagonitzar al costat de Juan Pablo Espinosa la telenovel·la El secretario de Caracol Televisión, reball pel qual va ser premiada en 2012 amb el Premi India Catalina a la Millor Actriu Protagonista, Premi TVyNovelas a la Actriu Protagonista Favorita de Telenovel·la i altres importants reconeixements per l'èxit de la novel·la. També va llançar el seu primer àlbum musical Llegaré, produït pel colombià José Gaviria.
En 2012 va protagonitzar el musical Chicago com Roxie Hart en el Royal Center de Bogotà, on va compartir rols amb el seu co-protagonista de El secretario. Stephanie es va convertir en imatge de la botiga per departament Ripley al Perú al febrer del mateix any.
Cayo protagonitza la sèrie La hipocondríaca de Sony Pictures Television i Caracol Televisión al costat d'Ernesto Calzadilla en 2013.
En 2013 va estudiar actuació a l'Escola de Cinema de Nova York i amb la directora Joan Scheckel a Los Angeles.
En 2015 va actuar a Club de Cuervos, sèrie coneguda de Netflix. És una comèdia dramàtica, interpretant a Mary Luz, una jove ingènua però sorprenentment intel·ligent, qui diu estar embarassada del recentment mort propietari de l'equip de futbol, romanent completament desprotegida per Isabel i Chava, els propietaris en funció d'allò més important de l'herència familiar, que és l'equip de futbol.
També va llançar el seu primer senzill en anglès anomenat Let Me Go, una col·laboració amb Sebastián Llosa, produït per Renzo Bravo i Raúl Chirinos. Gravat a Interscope estudis de Los Angeles, Califòrnia. La cançó aquesta disponible a tot el món en plataformes com iTunes, Spotify i Youtube des del 15 d'abril de 2016.

## Filmografia

### Televisió
| Any       | Títol                  | Rol                                |
| --------- | ---------------------- | ---------------------------------- |
| 1998–1999 | Travesuras del corazón | Cynthia                            |
| 1999      | María Emilia, querida  | Gabriela "Gaby" Aguirre González   |
| 2000      | Estrellita             | Estrella                           |
| 2004      | Besos robados          | Paloma Velacochea                  |
| 2007      | La marca del deseo     | María Valentina Santibáñez Márquez |
| 2009      | Tiempo Final           | Nidia                              |
| 2010      | Doña Bella             | Evangelina Rosales                 |
| 2011–2012 | El secretario          | Antonia Fontalvo Santibáñez        |
| 2013      | La hipocondríaca       | Macarena González                  |
| 2015–2019 | Club de Cuervos        | Mary Luz Solari (Constanza Sosa)   |
| 2016      | La Hermandad           | Milena                             |
| 2017      | El Comandante          | Mónica Zabaleta                    |
| 2019      | ¿Quién es la máscara?  | Pez                                |

### Pel·lícules
| Any  | Títol                              | Rol              | Notrs              |
| ---- | ---------------------------------- | ---------------- | ------------------ |
| 2005 | Piratas en el Callao               | Alberto Cabello  | Voz                |
| 2018 | Yucatán                            | Verónica         | Llargmetratge      |
| 2019 | Como caído del cielo               | Samantha         | Llargmetratge      |
| 2020 | Force of Nature                    | Jess             | Debut en Hollywood |
| 2021 | Amalgama                           | Dra. Elena Durán | Llargmetratge      |
| 2022 | Hasta que nos volvamos a encontrar | Ariana           | Llargmetratge      |

## Teatre
| Any  | Títol             | Paper              | Teatre                 |
| ---- | ----------------- | ------------------ | ---------------------- |
| 2010 | Carmín el musical | Fiorella Menchelli | N/A                    |
| 2012 | Chicago           | Roxie Hart         | Royal Center de Bogotá |

## Discografia
- 2011: Llegaré

Senzills
- "Llegaré"
- "El Alquimista"
- "Let me go", col·laboració amb BRAVVO i Sebastián Llosa

Altres cançons
- "Te quise más que a nadie", col·laboració amb Anna Carina

## Premis i reconeixeiments
| Any  | Premi                | Categoria                                    | Motiu            | Resultat   |
| ---- | -------------------- | -------------------------------------------- | ---------------- | ---------- |
| 2011 | GQ                   | Rostre Revelació del 2011                    | Ella mateixa     | Guanyadora |
| 2012 | Premis Clic Caracol  | Millor Actriu                                | El secretario    | Guanyadora |
| 2012 | Premis TVyNovelas    | Actriu Protagonista Favorita de Telenovel·la | El secretario    | Guanyadora |
| 2012 | Premi India Catalina | Millor Actriu Protagonista                   | El secretario    | Guanyadora |
| 2013 | ExpoKids             | Actriu Favorita Nacional                     | La hipocondríaca | Guanyadora |